# Лазуркевич Орест Григорович
Орест Григорович Лазуркевич (14 березня 1948 — пом.2008, Мілвокі) — радянський футболіст, що грав на позиції півзахисника. Відомий за виступами у складі «Спартак» з Івано-Франківська у класі «Б», у складі якого був чемпіоном УРСР 1969 року.

## Клубна кар'єра
Орест Лазуркевич народився у Львові, та розпочав виступи на футбольних полях у дублі місцевих «Карпат» у 1967 році. Наступного року Лазуркевич став гравцем команди класу «Б» «Спартак» з Івано-Франківська, у складі якої в наступному році став чемпіоном УРСР у класі «Б». У 1971 році грав у складі «Спартака» в новоствореній другій лізі, наступного року повернувся до «Карпат», проте знову грав лише за дублюючий склад команди. у 1973 році Орест Лазуркевич грав у команді другої ліги «Будівельник» з Тернопіля, після чого ще кілька років грав за аматорський львівський «Сокіл». Тривалий час Лазуркевич працював у львівських «Карпатах», де відповідав за стан взуття футболістів.
Пізніше Орест Лазуркевич виїхав до США, де й помер у 2008 році в Мілвокі.

## Досягнення
- Переможець Чемпіонату УРСР з футболу 1969 в класі «Б».